# Enigmogramma
Enigmogramma là một chi bướm đêm thuộc họ Noctuidae.

## Loài
- Enigmogramma admonens Walker, [1858]
- Enigmogramma basigera Walker, 1865
- Enigmogramma feisthamelii Guenée, 1852
- Enigmogramma limata Schaus, 1911
- Enigmogramma phytolacca Sepp, [1848]